# لي أرنبرج
لي أرنبرج (بالإنجليزية: Lee Arenberg)‏ مواليد 18 يوليو 1962 في بالو ألتو، كاليفورنيا، هو ممثل أمريكي.

## الأعمال
- لعنة اللؤلؤة السوداء
- صندوق الرجل الميت
- في نهاية العالم

## روابط خارجية
- لي أرنبرج على موقع IMDb (الإنجليزية)
- لي أرنبرج على موقع روتن توميتوز (الإنجليزية)
- لي أرنبرج على موقع ميوزك برينز (الإنجليزية)
- لي أرنبرج على موقع أول موفي (الإنجليزية)
- لي أرنبرج على موقع قاعدة بيانات الأفلام السويدية (السويدية)
- لي أرنبرج على موقع قاعدة بيانات الفيلم (الإنجليزية)